# Eday
Eday è un'isola facente parte dell'arcipelago delle Isole Orcadi, in Scozia. Il territorio è in gran parte piano e verdeggiante, e le industrie presenti estraggono torba e calcare.
Eday è la nona isola più grande dell'arcipelago Orkney, coprendo una superficie di 11 miglia quadrate.
Le attrazioni principali dell'isola includono la Pietra di Setter e i monoliti di Vinquoy, Braeside, e Huntersquoy. Eday è conosciuta per i suoi uccelli di mare e per la casa Carrick, costruita nel 1633, dove il pirata John Gow venne catturato.
I battelli partono da Backaland su Eday e giungono a Kirkwall nell'entroterra delle Orkney.